# 茂木計一郎
茂木 計一郎（もぎ けいいちろう、1926年4月18日 - 2008年12月13日）は、日本の建築家。東京芸術大学名誉教授。芸大での教育と合わせて茂木建築設計事務所にて各種の設計活動を行った。代表作に学陽山勧行寺（監修）、江戸川区小岩アーバンプラザ、セントピアあわら、下田市市民文化センター、その他住宅作品などを多数手がけており、研究はイタリア、中国（また陶器などを収集）、日本では奈良、京都、また馬篭、妻篭など各地のデザイン調査研究に従事。

## 経歴
神奈川県横浜市に生まれる。1954年 東京芸術大学美術学部建築科卒業。1956年 東京大学大学院数物系研究科修士課程修了。丹下健三研究室在籍。修了後も東京大学建築科丹下健三研究室にて研究及び設計活動に従事。1960年、東京藝術大学建築科助教授就任。併せて、環境設計茂木研究室設立（のち、茂木建築設計事務所に改組）。1977年、茂木建築設計事務所代表取締役。1981年、東京藝術大学建築科教授。1991年、退職。
2008年12月13日、心不全のため死去。

## 参考
- 茂木計一郎・片山和俊・木寺安彦　2008年『客家民居の世界 孫文、小平のルーツここにあり』風土社
- 2013年『並べてみると、好かれ悪しかれ、私の現れ―茂木計一郎コレクション』目の眼
- 摩寿意善郎 監修、辻茂・茂木計一郎・長塚安司、1978年『アッシージのサン・フランチェスコ聖堂』岩波書店
- 茂木計一郎・八木泉、2005年、インタビュー 建築家・茂木計一郎氏を訪ねて 建築明器に魅せられて--副葬品に見る古代中国の夢（特集 建築明器の世界『曙光』 / 日中文化研究会 編）
- 愛知県陶磁資料館学芸課編, 2008年『中国古代の建築とくらし : 茂木計一郎コレクション : 開館30周年記念企画展』愛知県陶磁資料館
- 茂木計一郎, 稲次敏郎, 片山和俊, 東京芸術大学中国住居研究グループ, 木寺安彦、1991年『中国民居の空間を探る』建築資料研究社